# Edward Leedskalnin

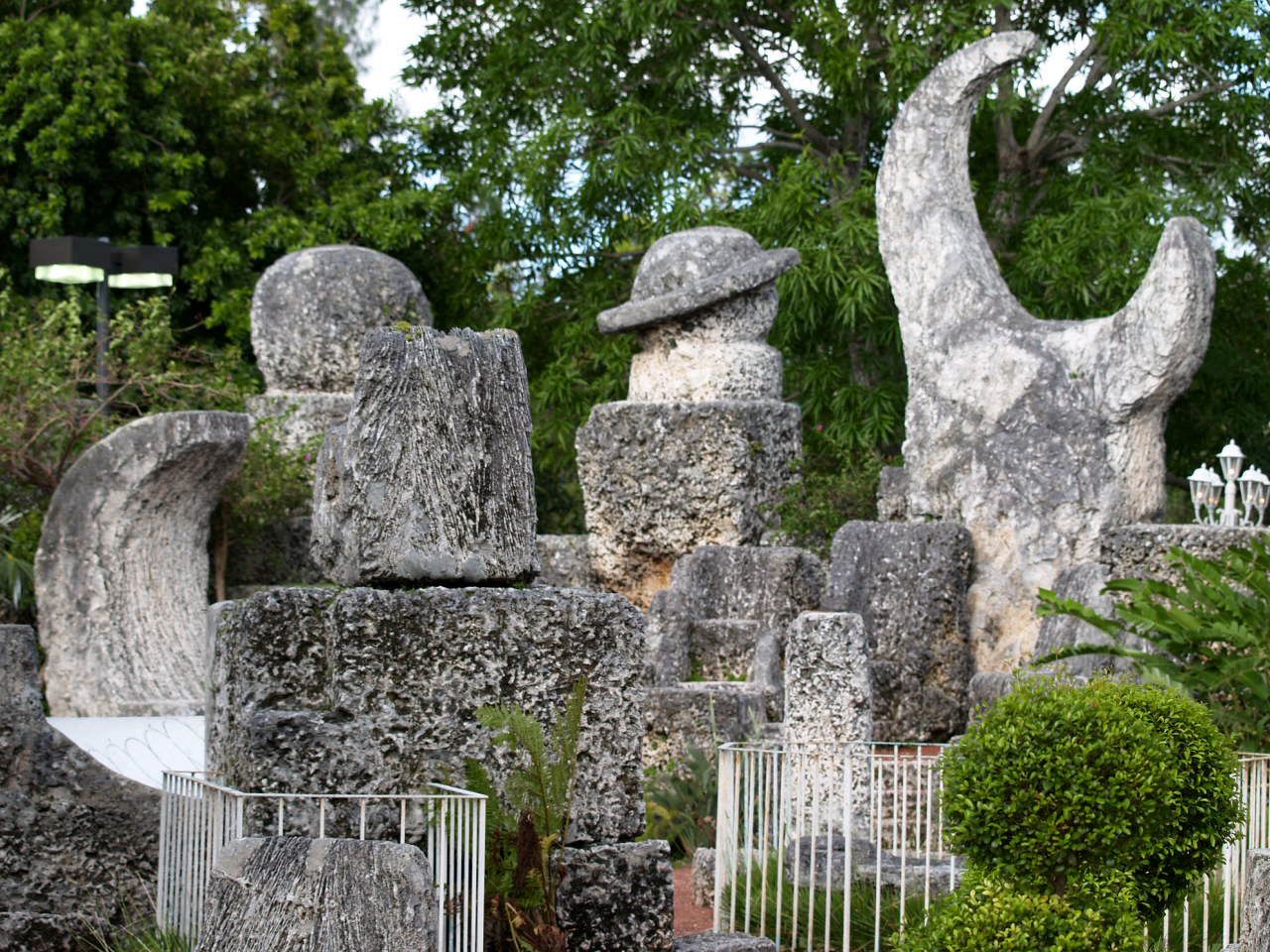
Castelul de Corali.

Edward Leedskalnin (letonă Edvards Liedskalniņš) (n. 12 ianuarie 1887, Stāmerienas pagasts, Livonia,  Letonia - d. 7 decembrie 1951, Miami, SUA) a fost un emigrant leton excentric în Statele Unite și sculptor amator.  Leedskalnin a construit singur monumentul cunoscut sub numele de Castelul de Coral („Coral Castle“) din Florida. El a fost, de asemenea, cunoscut pentru teoriile sale (considerate obscure) despre magnetism.
La vȃrsta de 26 ani s-a îndrăgostit de Agnes Skuvst, cu 10 ani mai tȃnără decȃt el, pe care a cerut-o în căsătorie. Ea și părinții ei au acceptat (fiind minoră, de 16 ani), dar ea a renunțat la el în preziua cununiei. Profund dezamăgit, a emigrat în SUA. Amintirea ființei iubite (căreia îi spunea „Sween Sixteen“) și-a pus amprenta pe destinul său ulterior, inclusiv în creerea vestitului monument „Coral Castle“.
Castelul de Coral este o structură de piatră creată de Leedskalnin în nordul orașului Homestead, Florida, ținutul Miami-Dade la intersecția dintre South Dixie Highway (U.S. 1) și SW 157th Avenue. Structura cuprinde numeroase pietre megalitice (în principal calcar format din corali), fiecare cântărind câteva tone. În prezent este o atracție turistică privată. Metoda de construcție rămâne o enigmă nedezlegată, propunându-se explicații supranaturale sau inversarea geomagnetică.
Leedskalnin a susținut că toată materia ar fi acționată de ceea ce el a numit "magneți individuali". De asemenea, el a susținut că oamenii de știință din timpul său au căutat unde nu trebuia pentru a înțelege energia electrică și că au observat doar "pe jumătate din întregul concept" cu doar "o față a instrumentelor de măsură". De exemplu: 
„Magneții, în general, sunt indestructibili. De exemplu, puteți arde lemn și carne. Puteți distruge trupul, dar nu puteți distruge magneții care țin la un loc corpul. Ei merg în altă parte. Fierul are mai mulți magneți decât lemnul, și fiecare substanță diferită are un număr diferit de magneți care țin aceea substanță împreună. Dacă am face o baterie cu cupru pentru borna pozitivă și carne de vită pentru borna negativă voi primi mai mulți magneți din ea decât atunci când folosesc cupru pentru borna pozitivă și cartofi dulci pentru cea negativă. Din aceasta puteți vedea că nu există două lucruri la fel.”

## Legături externe
- Unexplained Mysteries / Edward Leedskalnin’s Coral Castle
- Compilation of Published Writings Arhivat în 12 mai 2014, la Wayback Machine.
- Magnetic Current Research
- Ed Leedskalnin's Magnetic Current illustrated